# Noordwijkerhout

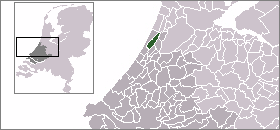
läge i Zuid-Holland

Noordwijkerhout är en historisk kommun i provinsen Zuid-Holland i Nederländerna. Kommunens totala area är 23,40 km² (där 0,80 km² är vatten) och invånarantalet är på 15 092 invånare (2004).